# Dez mil mártires
Dez mil mártires pode se referir aos dez mil Padres mártires dos desertos e cavernas de Escetes por Teófilo de Alexandria ou aos dez mil mártires do Monte Ararate que, de acordo com uma lenda medieval, eram soldados romanos que, liderados por Santo Acácio, converteram-se ao cristianismo e foram crucificados no Monte Ararate por ordem do imperador romano. A história é atribuída ao acadêmico do século IX, Anastácio Bibliotecário.
O Martirológio Romano contém duas comemorações separadas. A primeira é em 18 de março, correspondendo à mesma data no Sinaxário ortodoxo grego, onde é mencionada como as "Miríades de Santos Mártires, pela espada, em Nicomédia". Francis Mershman identifica-os como os 20.000 mártires de Nicomédia mortos durante a perseguição de Diocleciano.
A segunda entrada no Martirológio Romano é para o dia 22 de junho no Monte Ararate; no entanto, isso parece ser baseado em uma lenda que contém "muitas imprecisões históricas e detalhes totalmente improváveis". O Sinaxário Ortodoxo Grego também tem uma segunda entrada que está listada em 1º de junho, para "Os Santos Dez Mil Mártires" em Antioquia, sob o imperador romano Décio. No entanto, não está claro se isso se refere ao mesmo evento que a entrada do Martirológio Romano para 22 de junho.
Apesar de sua veracidade questionável, o evento foi extremamente popular na arte renascentista, como visto, por exemplo, na pintura 10.000 mártires do Monte Ararate, do artista veneziano Vittore Carpaccio, ou no Martírio dos Dez Mil, do artista alemão Albrecht Dürer.